# Hinsingen
Ne doit pas être confondu avec Insingen.
Hinsingen est une commune française située dans la circonscription administrative du Bas-Rhin et, depuis le 1er janvier 2021, dans le territoire de la Collectivité européenne d'Alsace, en région Grand Est.
Depuis 1793, cette commune se trouve dans la région historique et culturelle d'Alsace.

## Géographie
La commune se situe dans la région naturelle de l'Alsace Bossue.
|                     | Sarralbe (Moselle) |         |
| Kirviller (Moselle) | Hinsingen          | Bissert |
| Honskirch (Moselle) | Altwiller          |         |

### Hydrographie
La commune est dans le bassin versant du Rhin au sein du bassin Rhin-Meuse. Elle est drainée par le canal des Houilleres de la Sarre et le ruisseau la Rode,.
Le canal des houillères de la Sarre, d'une longueur de 65 km, réalisé entre 1861 et 1866, traverse le nord-est de la Lorraine et borde l'Alsace bossue à l'ouest. 
La Rode, d'une longueur totale de 24,8 km, prend sa source dans la commune de Loudrefing et se jette  dans l'Albe à Sarralbe, après avoir traversé 13 communes. 

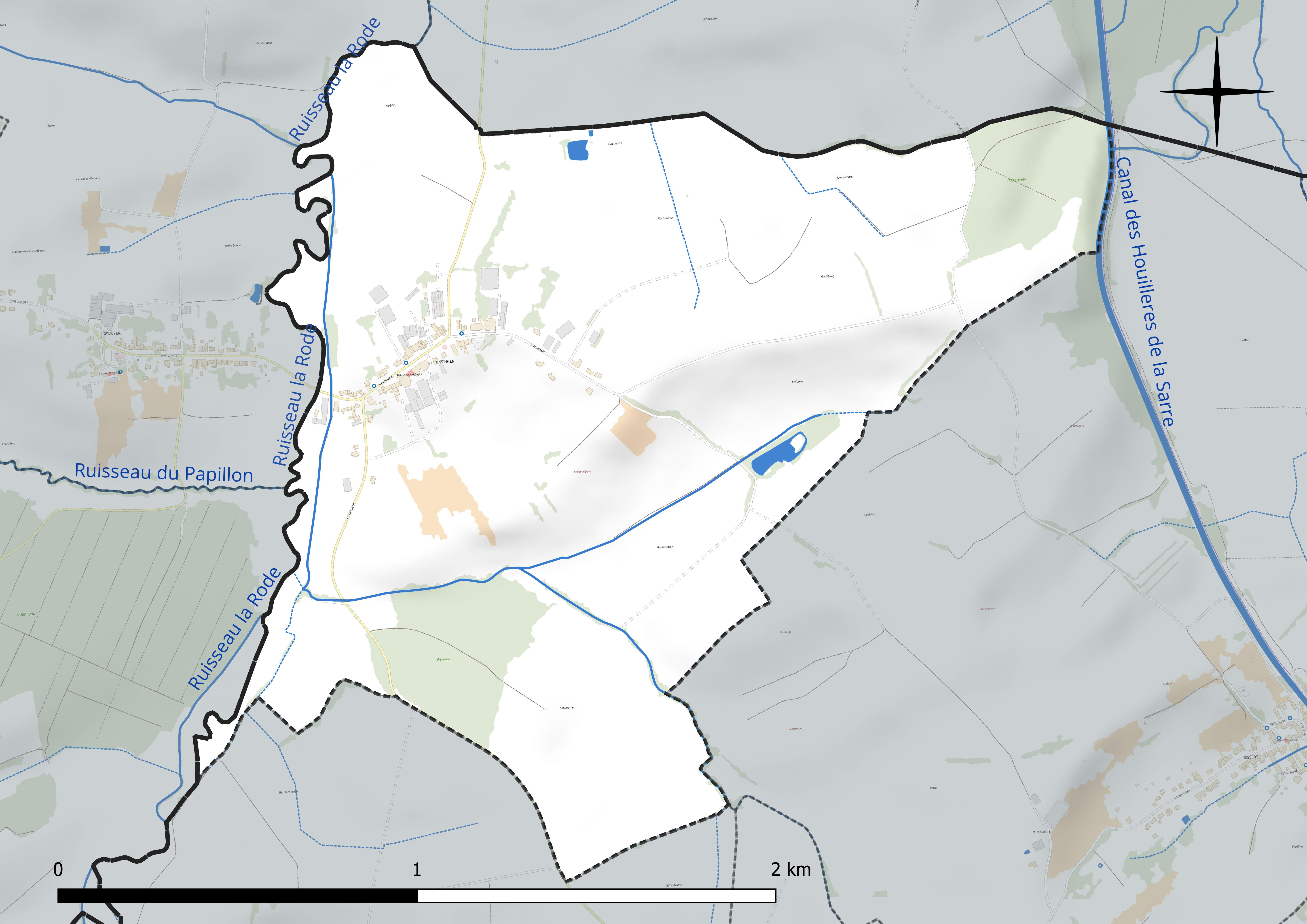
Réseau hydrographique de Hinsingen.

### Climat
Pour des articles plus généraux, voir Climat du Grand Est et Climat du Bas-Rhin.
En 2010, le climat de la commune est de type climat des marges montargnardes, selon une étude du Centre national de la recherche scientifique s'appuyant sur une série de données couvrant la période 1971-2000. En 2020, Météo-France publie une typologie des climats de la France métropolitaine dans laquelle la commune est exposée à un climat semi-continental et est dans la région climatique  Vosges, caractérisée par une pluviométrie très élevée (1 500 à 2 000 mm/an) en toutes saisons et un hiver rude (moins de 1 °C). 
Pour la période 1971-2000, la température annuelle moyenne est de 9,9 °C, avec une amplitude thermique annuelle de 17,1 °C. Le cumul annuel moyen de précipitations est de 834 mm, avec 11,7 jours de précipitations en janvier et 9,4 jours en juillet. Pour la période 1991-2020, la température moyenne annuelle observée sur la station météorologique de Météo-France la plus proche, « Berg », sur la commune de Berg à 14 km à vol d'oiseau, est de 10,4 °C et le cumul annuel moyen de précipitations est de 801,8 mm. 
La température maximale relevée sur cette station est de 37,4 °C, atteinte le 25 juillet 2019 ; la température minimale est de −16,8 °C, atteinte le 7 février 2012,,. 
Les paramètres climatiques de la commune ont été estimés pour le milieu du siècle (2041-2070) selon différents scénarios d'émission de gaz à effet de serre à partir des nouvelles projections climatiques de référence DRIAS-2020. Ils sont consultables sur un site dédié publié par Météo-France en novembre 2022.

## Urbanisme

### Typologie
Au 1er janvier 2024, Hinsingen est catégorisée commune rurale à habitat dispersé, selon la nouvelle grille communale de densité à sept niveaux définie par l'Insee en 2022.
Elle est située hors unité urbaine et hors attraction des villes,.

### Occupation des sols
L'occupation des sols de la commune, telle qu'elle ressort de la base de données européenne d’occupation biophysique des sols Corine Land Cover (CLC), est marquée par l'importance des territoires agricoles (88,3 % en 2018), en diminution par rapport à 1990 (95,2 %). La répartition détaillée en 2018 est la suivante : 
prairies (38,5 %), zones agricoles hétérogènes (35,5 %), terres arables (14,2 %), zones urbanisées (6,9 %), forêts (4,8 %). L'évolution de l’occupation des sols de la commune et de ses infrastructures peut être observée sur les différentes représentations cartographiques du territoire : la carte de Cassini (XVIIIe siècle), la carte d'état-major (1820-1866) et les cartes ou photos aériennes de l'IGN pour la période actuelle (1950 à aujourd'hui).

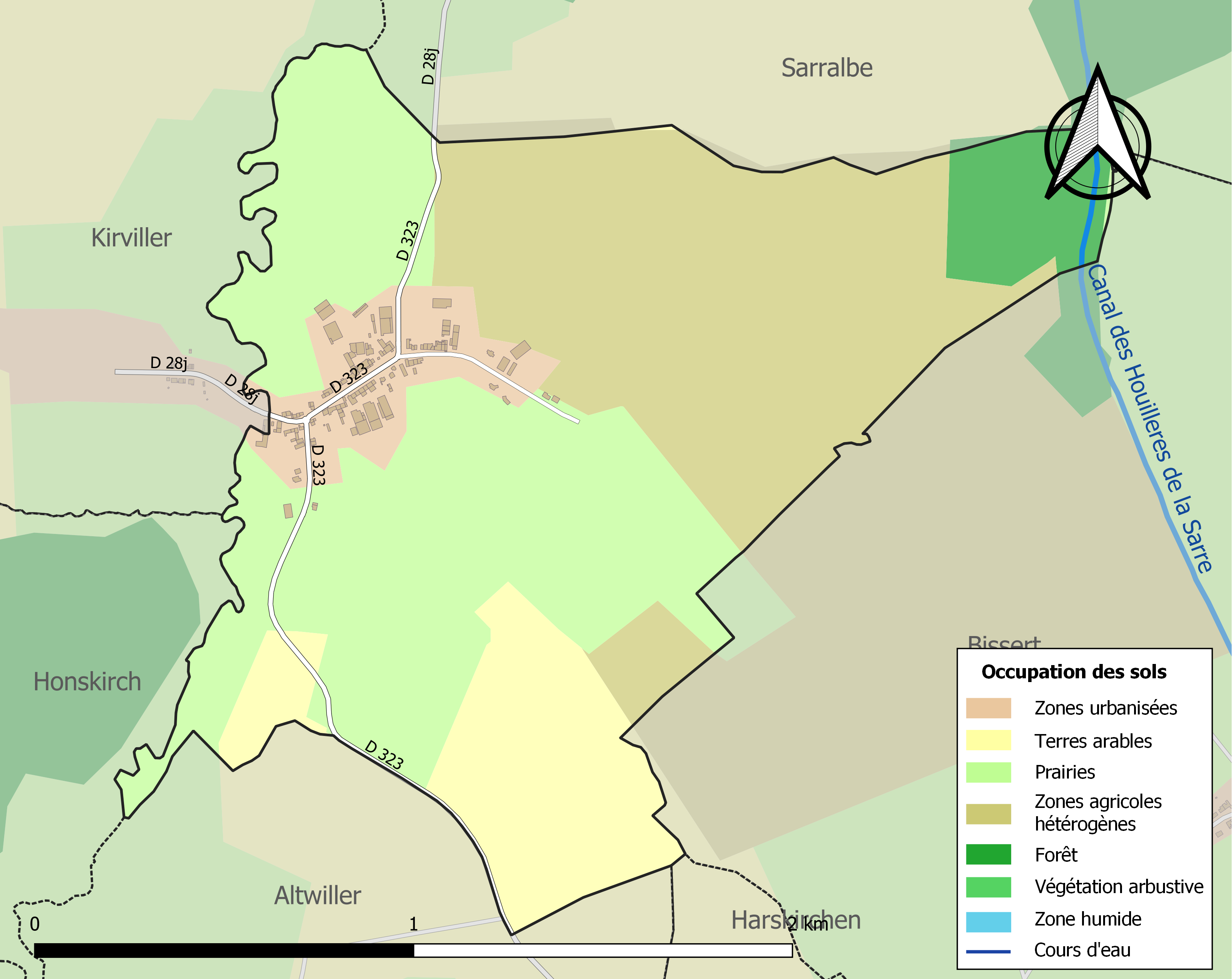
Carte des infrastructures et de l'occupation des sols de la commune en 2018 (CLC).

## Toponymie
Heyngesingen en 1328.

Hinsínge en francique rhénan.

## Histoire
Hinsingen fit partie jusqu'en 1793 du comté de Sarrewerden. Ce petit territoire du Saint-Empire romain germanique qui appartenait au XVIIIe siècle aux princes de Naussau-Sarrebruck, n'a été rattaché à la France qu'à la Révolution. Il partagea dès lors le destin mouvementé du département du Bas-Rhin.

### Homonymie
L'histoire de Hinsingen a parfois été confondue avec celle de Hingsange (Hingsingen) près de Grostenquin en Lorraine. Cette confusion est à l'origine du blason actuel du village où figurent par erreur les armes des Helmstatt qui étaient seigneurs de Hingsange mais qui n'ont jamais possédé Hinsingen.

### Héraldique
| Blason de Hinsingen | Blason  | Coupé : au premier de sable à l'aigle naissante d'argent, becquée d'or, lampassée de gueules, au second d'argent au corbeau essorant de sable. |
| Blason de Hinsingen | Détails | La moitié supérieure du blason représente l'aigle du comté de Sarrewerden et la moitié inférieure le corbeau de la famille de Helmstatt.       |

## Politique et administration
| Période                                  | Période  | Identité         | Étiquette      | Qualité                |
| ---------------------------------------- | -------- | ---------------- | -------------- | ---------------------- |
| 1989                                     | 2020     | Marc Rieger      | Sans étiquette | Responsable logistique |
| 2020                                     | En cours | Frédéric Bellott | Sans étiquette | Technicien             |
| Les données manquantes sont à compléter. |          |                  |                |                        |

## Démographie
La